# Metro w Kazaniu
Metro w Kazaniu (ros. Каза́нское метро, tat. Казан метросы) – jedno z najmłodszych systemów metra w Rosji. Składa się z jednej linii, na której ulokowanych jest 11 stacji. System został otwarty 27 sierpnia 2005 roku w czasie obchodzonej tu 1000. rocznicy istnienia miasta. Kazań dziś jest stolicą Tatarstanu, będącego największym skupiskiem Tatarów w Rosji.
Pomimo że plany budowy narodziły się już w 1987 roku, prace konstrukcyjne ruszyły dopiero dziesięć lat później, ponadto budowa trwała dość powoli, głównie z powodu ograniczonych funduszy z budżetu państwa, który nie finansował już tak hojnie nowych systemów metra, jak było to za czasów istnienia Związku Radzieckiego.
Tunele powstawały za pomocą nowoczesnych maszyn drążących sprowadzanych z zachodu, o średnicy 5,63 metra. Podczas budowy stacji, wykonywano wykop, w którym umiejscawiane były żelbetowe ściany, by na końcu całość zasypać.

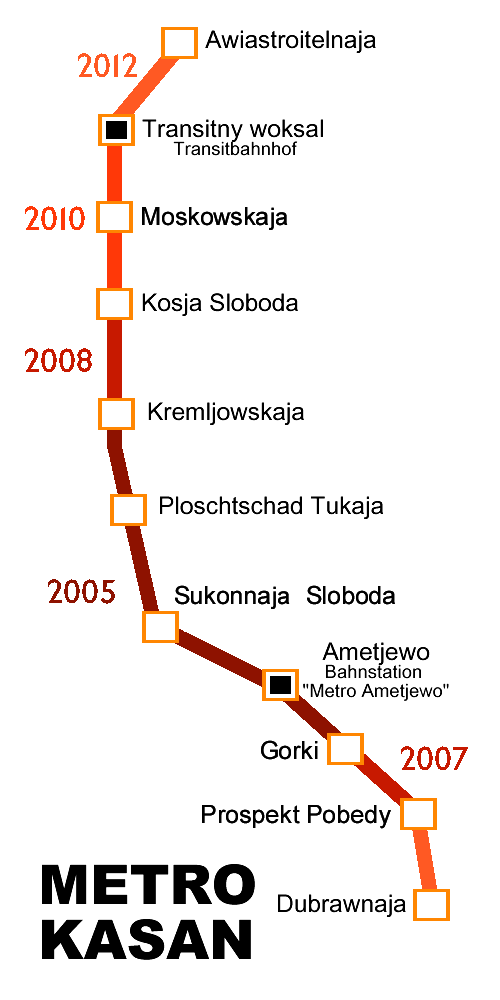
Schemat sieci metra

## Zajezdnia
- Amietiewo (Аметьево)